# ОШ „Браћа Вилотијевић” Краљево
ОШ „Браћа Вилотијевић” Краљево је државна установа основног образовања, основана одлуком Скупштине општине Краљево 29. јуна 1972. године.

## Историјат
При оснивању у састав школе ушла су и прекобројна одељења ОШ „Чибуковачки партизани”, ОШ „Четврти краљевачки батаљон“ Краљево, ОШ „Светозар Марковић“ Краљево, као и одељења у Грдици и Јарчујаку. Школа је почела са радом у згради Пољопривредне школе „Др Ђорђе Радић”, а издвојена одељења у школским зградама у којима су и раније радила. Школа има издвојена одељења у Грдици, Јарчујаку и Дракчићима.

### Издвојена одељења
Основна школа у Грдици основана је крајем 1944. године. Била је самостална, а њени директори били су Милош Миленковић и Лука Јеремић. Као самостална последњи пут је регистрована 21. јануара 1965. године и тада се звала ОШ „ Миле Марић”. Касније је припојена ОШ „Светозар Марковић”, а од 1972. године је у саставу данашње школе.
Школа у Јарчујаку основана је 1939. године као издвојено одељење школе у Адранима. Као самостална радила је до 1965. године када је ушла у састав ОШ „Чибуковачки партизани”, а од 1972. године је у саставу наше школе. Одељење у Јарчујаку добило је 1986. године нову зграду са четири учионице, кухињом и помоћним просторијама.
Основна школа у Дракчићима основана је 1939. године. Све до 1965. била је самостална, а онда је ушла у састав ОШ „Чибуковачки партизани”. Од 1972. године је у саставу наше школе. Донацијом јапанске владе 2004. године школска зграда је у потпуности реновирана.